# Atyria commoda
Atyria commoda là một loài bướm đêm trong họ Geometridae.